# Історія Нігерії
Історія Нігерії сягає доісторичних часів. Спочатку територію сучасної Нігерії населяли тубільні племена, які створювали власні держави. Зв'язки з Середземномор'ям збагачували культуру народів, але війни з сусідніми державами, передусім мусульманськими, виснажували їх, внаслідок чого держави зникали або об'єднувалися. У XV столітті ці території відвідували португальці, які сприяли торгівлі місцевих королівств з іншими державами. У ХІХ столітті Нігерія стала колонією Великої Британії. У 1960 році Нігерія здобула незалежність. Протягом наступних 50 років країна пережила громадянську війну та авторитарні режими. Зараз країна потерпає від міжетнічних і міжрелігійних конфліктів.

## Доісторична Нігерія

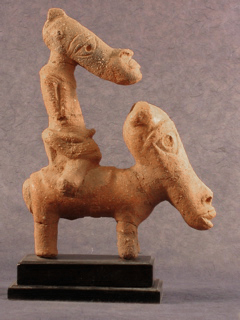
Нок вершник і кінь 53 см у висоту. Вік: 1400 - 2000 років

Люди здавна населяли тероторії сучасної Нігерії.. Найдавніші знахідки викопних решток, знайдені біля міста Акуре в штаті Ондо, свідчать, що перші люди на території сучасної Нігерії з'явилися щонайменше в 9 тисячолітті до н. е. в палеоліті — так звана культура Іво Елеру (англ. Iwo Eleru).  Найдавніші мікроліти та керамічні вироби датовані 4 тисячоліттям до н. е. були виробленні скотарями саван, та надалі землеробськими культурами. На півдні держави скотарство та землеробство розповсюдилися впродовж 1 тисячоліття до н. е. Можливо на території Нігерії перехід від неоліту до залізної доби відбувся оминувши бронзову добу. Найдавніші залізні вироби знайдені в штаті Нігер датуються 2 століттям до н. е., в часи розквіту культури Нок (900 р. до н. е. — 200 р. н. е.).  Культура Нок залишила багато теракотових статуеток, після її зникнення її традиції простежуються в культурі народу йоруба. Деякі особливості культури (фігурки коней, вершників і колісниць) дозволяють припустити існування зв'язку культури Нок з середземноморською античною цивілізацією.

## Королівства Гвінейського берега
У VIII ст. кочові народи нілоти та загава створили на території центральної Сахари велику державу Канем-Борно, територія якої простягалася від Лівії до Нігеру. У 1085 році правителі Канем-Борно під впливом арабських купців прийняли іслам. Основу економіки держави складала транссахарська торгівля та збір данини із завойованих племен. У XIV столітті нестійка кочова ісперія Канем-Борно розпалася. На її руїнах в північній Нігерії та суміжних територіях Нігеру виникли міста-держави хауса.
У XV століття північний захід Нігерії ввійшов до складу мусульманської імперії Сонгаї, центром якої був Тімбукту. Проте вона скоро розпалася під натиском марокканських військ. Держави хауса повернули свою незалежність. На початку ХІХ століття вони були об'єднані під натиском джихаду Фулані в єдину державу Сокото.

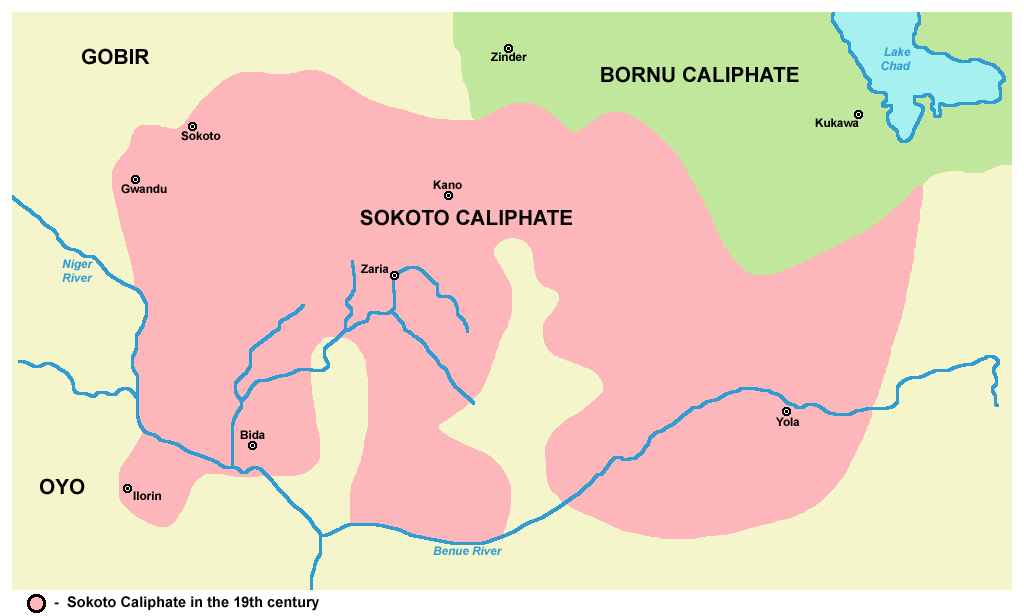
Держава Сокото в період розквіту

### Королівства Сахелю

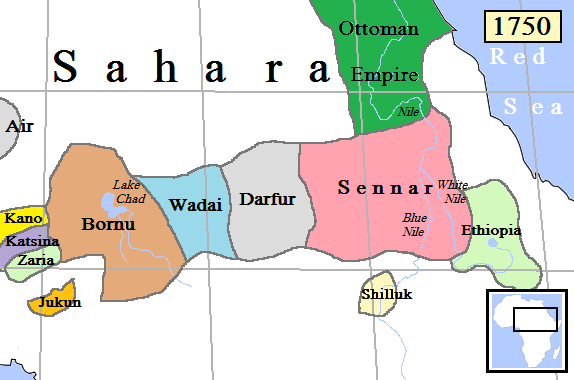
Сахельські королівства. 1750 рік.

Сахель — це саванний край, перехідна зона поміж пісками Сахари на півночі та лісами на півдні. Середньовічні королівства, що виникали в Сахелі вибудовували свій добробут на транс-Сахарській торгівлі. Основною військовою потугою королівств була кіннота, яка була незамінною в умовах саван, проте була слабкою в умовах лісів півдня.

#### Імперія Канем-Борно
Імперія Канем, що виникла на північ від озера Чад у VIII столітті до н. е. швидко розповсюдила свій вплив і на територію штату Борно (північний захід Нігерії). Як і більшість королівств Сахелю королівство Канем вело транс-Сахарську торгівлю. Зокрема з півночі на південь продавалися сіль, намиста, тканини, мечі, коней та товари з Середземного моря, у зворотному напрямку — слонову кістку та рабів.  У 1068 році іслам став офіційним в імперії.
Імперія Канем проіснувала до 1380 року, надалі її спадкоємицею була імперія Борну, яка постала 1385 року, зі столицею в місті Нґазарґаму (штат Йобе). В Борну сформувався як державна нація етнос Канурі. Імперія Борну проіснувала до 1893 року. Через спільну династичну традицію часто Канем-Борну розглядають як єдину державу.

#### Міста-держави хауса
Королівства народу Хауса існували у формі держав-міст, найбільші з них: Кано та Кацина, інші значні міста: Гобір, Бірам, Зарія, Даура, Кеббі, Замфара. Королівства постали в IX столітті на захід від Канем-Борну та на південь від Малі. Період розквіту припадає на XV століття, коли велася інтенсивна транс-Сахарська торгівля. Держави існували незалежно, часто ворогували, на деякий час були данниками Канем-Борну. Станом на XVI століття іслам був основною релігією.
В перших роках XIX століття Усман дан Фодіо завоював королівства Хауса в рамках джихаду Фулані та заснував халіфат Сокото.

#### Імперія Сонгаї
Північний схід Нігерії був під владою імперії Сонгай, що виникла в IX столітті у середній течії річки Нігер. В XI столітті прийняла іслам. В XVII столітті припинила існування внаслідок навали військ султану Марокко.

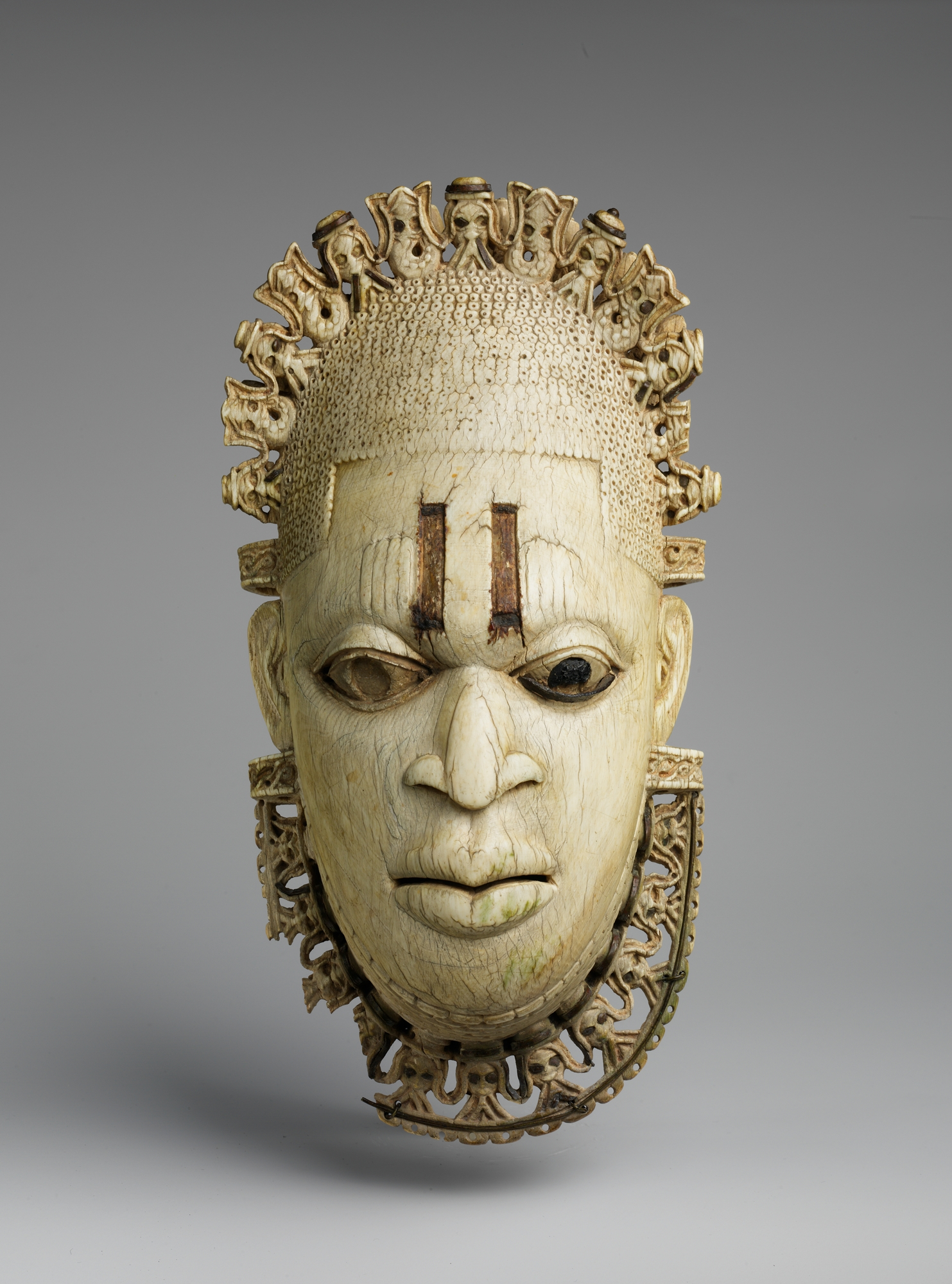
Маска бенінської королеви Ідіа.
XVI ст. Метрополітен музей.

Після таємничого зникнення культури Нок її традиції зберегли народи йоруба, які створили протодержавні об'єднання Іфе, Ойо і Бенінське царство. Бенінська бронза, яка прикрашала палац бенінських королів, зараз предствалена в колекціях найбільших музеїв Європи, в тому числі найбільша частина - в Британському музеї.

### Іфе та Ойо
Місто-держава народу йоруба — Іфе стало відомим у XII столітті та вважається прабатьківщиною народу. За переказами вихідці з Іфе заснували імперію Беніні (на сході від Іфе) та імперію Ойо (на заході).
Імперія Беніні народів йоруба та едо розрослася від міста названого надалі Бенін-Сіті. Імперія проіснувала з 1440 року до 1897 року.
Імперія Ойо постала до XIV століття. Найбільшого розквіту досягла з середини XVI століття. 1682 року завоювала королівство Дагомея, та стала однією з найбільших держав доколоніальної Західної Африки. Імперія володіла територіями нинішніх південного заходу Нігерії та півдня Беніну.

## Невільницький берег

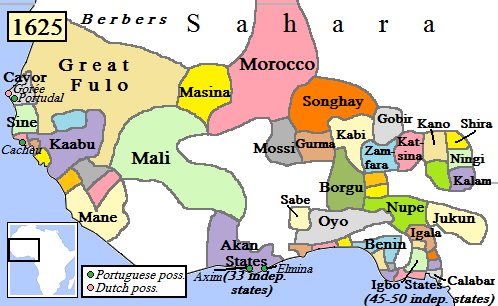
Держави Західної Африки. 1625 рік.

Європейці з'явилися на берегах Гвінейської затоки в XV столітті. Першими з них були португальці. На відміну від інших регіонів світу європейці не намагалися закріпитися на цих теренах, побудувати тут свої міста чи навернути місцеве населення у свою віру. Навпаки, вони сприяли розвитку місцевих королівств (Ойо та Бенінське царство) та залучали їх у міжнародну торгівлю. Екзотичні фрукти та слонова кістка мали попит в Європі, а раби - в її заокеанських колоніях. І тільки індустріальна революція, яка вимагала експлуатувати світові ресурси, а також заборона работоргівлі в ХІХ столітті підірвали економіку рабовласницьких королівств, що призвело до їхнього занепаду та входження до Британської імперії.

## Колоніальна Нігерія

Прапор колоніальної Нігерії

Внаслідок колоніального розподілу Африки на Берлінській конференції у 1885 році Велика Британія заявила про свої права на частину узбережжя Гвінейської затоки, яка зараз формує південь Нігерії. Колонізатори нав'язали місцевому населенню йоруба англіканство, культивували какао та арахіс, побудували залізницю (у 1916 році), пробурили нафтові свердловини (у 1958 році). Приєднання мусульманського населення півночі Нігерії супроводжувалося кровопролиттям.
У 1914 році британські колонії на території Нігерії були об'єднані в Протекторат Нігерія. Єдина нігерійська нація тоді так і не сформувалася. Країна була розділена на автономні регіони, які відповідали територіям проживання йоруба (на заході), хауса (на півночі) та ігбо (на сході). На основі цих народностей було сформовано етнорегіональні партії.

## Незалежна Нігерія

### Перша нігерійська республіка
1 жовтня 1960 року Нігерія здобула незалежність. Зі здобуттям незалежности уряд сформували дві партії. У 1963 році Нігерію проголосили республікою, а президентом став Бенджамін Ннамді Азіківе. Дві партії поділили між собою вплив у регіонах Нігерії, яких тоді було чотири. У січні 1966 року група офіцерів-ігбо здійснила військовий переворот, який призвів до падіння Першої республіки. Військові намагалися перетворити Нігерію в унітарну державу та поділити її на провінції. Мусульманське населення півночи сприйняли це як загрозу власним інтересам, тому в країні спалахнули протести. В кінці липня група солдатів з півночи здійснили новий військовий переворот, генерал  Джонсон Агії-Іронсі  був  убитий. Главою держави став підполковник Якубу Говон, який правив до 1975 року. Розпочалися переслідування народу ігбо на півночі країни та було вбито тисячі людей, що призвело до масових переселень на схід країни. Там ігбо намагалися заснувати власну країну під назвою Біафра. Спалахнула громадянська війна.

### Громадянська війна 1967-1970 рр.
Політичні партії були під забороною в Нігерії в 1966-1978, 1984-1989 та 1993-1998 роках. У 1975 році Говона усунули з посади група офіцерів під керівництвом Муртали Мухаммеда, який був відомий ненавистю до корпуції та недисциплінованості. Вважають, що його опублікована та частково почата програма боротьби з цими явищами могла б мати успіх, проте самого Мухаммеда вбили в лютому 1976 року під час чергової, того разу неуспішної, спроби перевороту, яку організував Бука Сука Дімка. Його наступник Олусегун Обасанджо передав владу громадянському урядові, який очолив Шеху Шагарі, якого обрали за дуже сумнівних обставин.
У 1979 році прийнято нову конституцію, яка започаткувала Другу республіку. У 1983 році група військових усунула від влади адміністрацію Шагарі, яка загрузла в корупції та деспотизмі. Ця група управляла державою практично 15 років.
У 1993 році пройшли вибори, на яких переміг Мошуда Абіоле, етнічний йоруба, через що військові відмовилися передати йому владу.

### Четверта республіка
У 1998 році керівництво військової хунти готувалося висунути на пост президента країни Сані Абачу, який до того був п'ять років главою держави, але він помер. Його наступник передав владу цивільним. На виборах переміг військовий у відставці та християнин Олусегун Обасанджо. Тоді вдалося досягнути міжконфесійної згоди, внаслідок якої пост президента мав би почергово переходити від християнина до мусульманина та навпаки. Обасанджо був на посаді два терміни підряд і намагався внести конституційні зміни, щоб забезпечити собі третій термін, але йому це не вдалося. У 2007 році президентом став його ставленик і мусульманин Умару Яр-Адуа.
У 2003 році у штаті Плато спалахнули безлади.. У 2006 році були випадки міжобщинного насилля між мусульманами хауса та християнами. Понад сто людей загинули в лютому 2006 року.. У вересні конфлікти почали виникати в штаті Джигава. У листопаді 2008 році виникли масові безлади в місті Джос, жертвами яких стало близько 300 осіб. Приводом для кровопролиття стала перемога мусульманської партії на виборах..
13 січня 2010 року федеральний суд Нігерії передав повноваження президента віце-президентові Гудлакові Джонатану, оскільки чинний президент довго перебував на лікуванні в Саудівській Аравії. 9 лютого 2010 року рішення підтримав Сенат Нігерії. У березні 2010 року Джонатан розпустив кабінет міністрів і призначив нових, що викликало обурення серед поплічників Умару Яр-Адуа.. Цього ж місяця понад 500 людей загинули в міжрелігійному конфлікті в штаті Плато.. 5 травня 2010 Яр-Адуа помер у віці 58 років у свої вілі в столиці Нігерії.. 6 травня 2010 року Гудлак Джонатан прийняв присягу та став новим президентом. На цій посаді він перебував до закінчення терміну його попередника - до січня 2011 року.. 16 квітня 2011 року в Нігерії пройшли президентські вибору, на яких переміг чинний клава держави Джонатан.. У березні 2015 року Джонатан програв вибори Мухаммаду Бухарі, який до того тричі займав друге місце та керував країною з 1983 до 1985 року внаслідок військового перевороту.